# Escalpelo Von Graefe

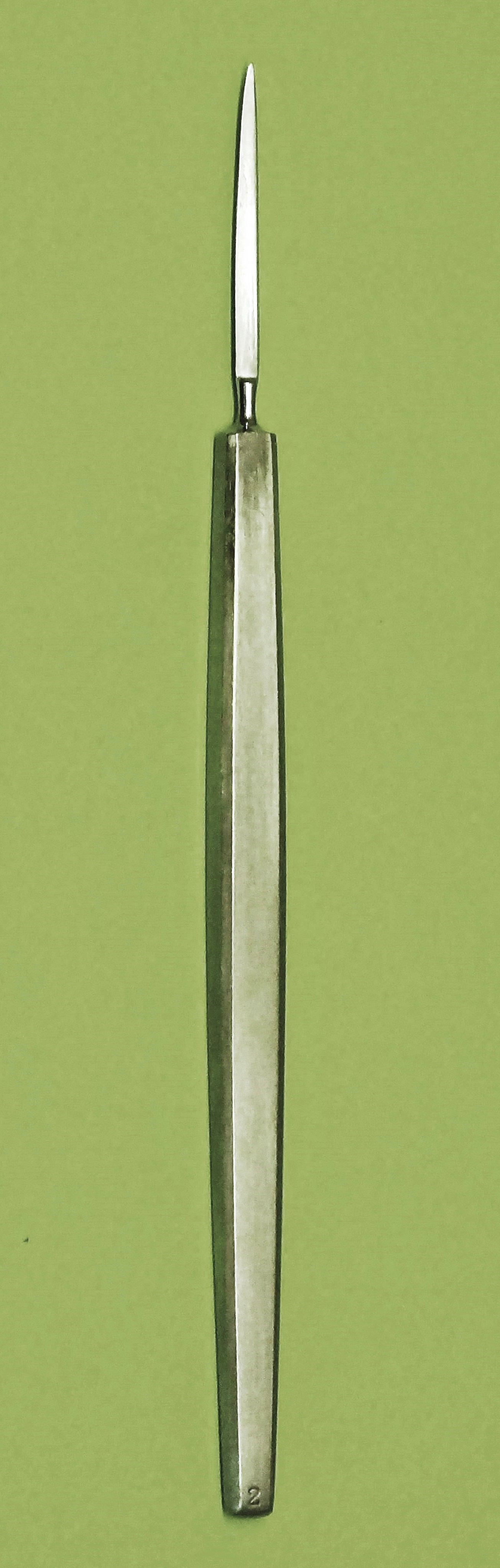
Escalpelo Von Graefe

El escalpelo von Graefe fue un instrumento quirúrgico utilizado para hacer incisiones corneales en la cirugía de cataratas. El uso del escalpelo exigía un alto nivel de habilidad y dominio, y finalmente fue suplantado por modificaciones de la cirugía de cataratas a través de la técnica de facoemulsificación de Kelman que requería una pequeña incisión.

## Historia
Hasta la aceptación del método de queratomo y tijeras a principios de la década de 1940, una parte esencial de la cirugía de cataratas era el dominio del escalpelo von Graefe. Con el aumento de la popularidad de las suturas, especialmente suturas pre colocadas  del surco escleral (McLean), era difícil para el cirujano ocasional desarrollar la habilidad requerida para hacer una incisión von Graefe aceptable. Si el cirujano no era ambidiestro, el uso del escalpelo von Graefe podía ser aún más difícil con la mano no dominante. Con su mano derecha, debía introducir el escalpelo en la cámara anterior del ojo derecho a las 9. Luego perforaba el área limbal a las 3. Luego se realizaba un barrido hacia arriba para completar la incisión. Con mucha frecuencia, no había colgajo conjuntival. Sin embargo, algunos cirujanos oculares especialmente hábiles formaban un colgajo conjuntival mientras completaban el barrido hacia arriba. Normalmente, el cirujano ambidiestro cambiaba a su mano izquierda para poder ingresar al ojo izquierdo a las 3 y salir a las 9. Si usaba su mano derecha dominante para el ojo izquierdo, la nariz se convertía en un impedimento cuando intentaba ingresar al ojo a las 9 e intentaba contrarrestar la perforación a las 3. A menudo, los malos resultados podrían haberse evitado mediante el uso de suturas colocadas posteriormente. Desafortunadamente, en los primeros años de la cirugía de cataratas, el arsenal de muchos cirujanos de cataratas no disponía de suturas y agujas adecuadas.
En la década de 1980, con la popularidad cada vez mayor de la técnica de facoemulsificación de Kelman que requiere una incisión pequeña y una extracción extracapsular de cataratas (ECCE), la técnica de cirugía de incisión grande queratoma y tijera combinada con extracción de cataratas intracapsulares (ICCE) quedó obsoleta, aunque el escalpelo von Graefe todavía se continuó utilizando en la India. Las suturas tenían un uso limitado en la cirugía de cataratas de rutina para los cirujanos oculares de mayor volumen y experiencia en el mundo. Su experiencia y habilidad resultaron en los excepcionales campamentos rurales de cataratas tan comunes en la India. Los oftalmólogos indios estaban y están entre los más hábiles en el uso del escalpelo von Graefe. La India, rica en rayos ultravioleta, con su vasta población rural y de clase baja que padecen enfermedades oculares nutricionales combinadas con una multitud de problemas de salud pública fue y sigue siendo la "tierra de las enfermedades oculares y la cirugía ocular". Pocos oftalmólogos occidentales tienen el volumen diario de patología ocular y cirugía ocular que enfrentan sus contrapartes indias.